# Johannes Schlottmann
Johann Schlottmann (* 30. Mai 1726 in Heringen (Werra); † 24. April 1795 in Landau bei Arolsen) war ein deutscher Orgelbauer, der im 18. Jahrhundert in Oberhessen wirkte.

## Leben
Johann(es) Schlottmann wurde als Sohn von Johann Conrad Schlottmann, Pfarrer in Heringen, und der Pfarrerstochter Anna Katharina Rhode geboren. Auch sein gleichnamiger Großvater war Pfarrer. Am 3. Juni 1726 war Johann Georg Schlottmann Taufpate, ein Bruder des Vaters und ebenfalls Pfarrer. Über Schlottmanns Ausbildung ist nichts bekannt. Nach seinen Lehr- und Wanderjahren heiratete er am 28. Dezember 1752 Anna Maria Lampmann, mit der er 13 Kinder hatte. Neben Johann Andreas Heinemann war Schlottmann in der zweiten Hälfte des 18. Jahrhunderts in Osthessen tätig. Das Leben war geprägt von Auseinandersetzungen um die ansässigen privilegierten Orgelbauer und den finanziellen Ruin infolge des  Orgelneubaus in Fritzlar. Hier sah der Vertrag vom 26. April 1768 eine dreimanualige Orgel mit 38 Registern vor, die bis 1773 nur halb fertiggestellt wird. Nach mehreren Klagen über seine Säumigkeit wurde 1775 ein Konkursverfahren gegen Schlottmann eröffnet und seine Friedewalder Werkstatt versteigert. Er verlor seinen gesamten Besitz und blieb zeitlebens in finanziellen Schwierigkeiten und unter Termindruck.
Im Zuge des Orgelneubaus in Rauschenberg übersiedelte die Familie 1775 nach Marburg und 1783 nach Spangenberg. Nach weiteren unvollendeten Orgelprojekten wie in der Stadtkirche Spangenberg, wo Schlottmann seit 1782 tätig war,  kam es erneut zu Vorwürfen, die 1788 zu einer fünfwöchigen Festnahme und weiteren vier Wochen Gefängnisstrafe führten. 1789 erteilte das Konsistorium Marburg ein Arbeitsverbot und verwies ihn des Landes. Die letzten Jahre verdingt Schlottmann sich hauptsächlich mit Reparaturdiensten in Hessen-Darmstadt. Am 11. Januar 1791 schloss die Stadt Biedenkopf einen Vertrag über einen Orgelneubau, weil sie irrtümlich davon ausging, der privilegierte Orgelbauer Heinemann sei verstorben. Als das Werk 1792 unvollendet blieb und Schlottmann „als ein Betrüger heimlich entwichen“ sei, versteigerte die Stadt das von ihm zurückgelassene Werkzeug. Seine Frau starb im Jahr 1798.
Aus heutiger Sicht erklären sich viele Vorwürfe gegen Schlottmann durch Rufschädigungen von Seiten seiner Konkurrenten und seinem Mangel an Wirtschaftlichkeit. Die wenigen erhaltenen Werke weisen in qualitativer Hinsicht keine Mängel auf und zeichnen sich durch ihre künstlerisch eigenständige Prospektgestaltung aus.

## Werke (Auswahl)
Neben seiner reich verzierten Rokoko-Orgel in der ehemaligen Kirche des Klosters Spieskappel St. Johannes der Täufer (1769–1771) sind noch etliche Prospekte erhalten.
| Jahr      | Ort                       | Gebäude             | Bild | Manuale | Register | Bemerkungen |
| --------- | ------------------------- | ------------------- | ---- | ------- | -------- | --- |
| 1752      | Friedewald (Hessen)       | Ev. Kirche          |      | II/P    | 14       | Neubau |
| um 1752   | Kleinensee                | Ev. Kirche          |      |         |          | Neubau |
| 1753–1755 | Bad Hersfeld              | Stadtkirche         |      |         |          | Neubau; nicht erhalten |
| um 1755   | Hönebach                  | Ev. Kirche          |      |         |          | Zuschreibung; teilweise erhalten |
| 1754–1757 | Ottrau                    | Ev. Kirche          |      |         |          | Neubau; Prospekt und teilweise Pfeifenwerk erhalten |
| nach 1760 | Schrecksbach              | Ev. Kirche          |      |         |          | Neubau; Fragmente des Prospekts erhalten |
| 1764      | Willingshausen            | Ev. Kirche          |      |         |          | Neubau; 1765 von Schlottmann um 2 Register erweitert; Prospekt erhalten                                                                                        |
| 1766      | Röllshausen               | Ev. Kirche          |      | I/P     | 10       | Neubau; nicht erhalten |
| 1766–1768 | Niedergrenzebach          | Ev. Kirche          |      |         |          | Neubau |
| 1768–1773 | Fritzlar                  | Fritzlarer Dom      |      | III/P   | 37       | Prospekt von Schlottmann begonnen, 1776 von Johann Gottlieb Müller vollendet; nicht erhalten                                                                   |
| 1769–1771 | Spieskappel (Frielendorf) | Kloster Spieskappel |      |         |          | erhalten |
| 1774–1776 | Rauschenberg              | Ev. Kirche          |      |         |          | |
| 1780      | Niederaula                | Evangelische Kirche |      |         |          | 1929 tiefgreifender Umbau durch Georg Nuhn; 2007 Restaurierung auf den Zustand von 1929 durch Vleugels; Prospekt und wenig originales Pfeifenmaterial erhalten |
| 1775–1781 | Niederasphe               | Evangelische Kirche |      |         |          | Prospekt ohne Pedalflügel erhalten |
| 1782–1786 | Spangenberg               | St. Johannes        |      |         |          | Prospekt in der 1859 veränderten Form erhalten |
| 1784–1788 | Angersbach                | Evangelische Kirche |      |         |          | Prospekt erhalten |
| 1788      | Waltersbrück              | Evangelische Kirche |      | I/P     | 10       | Neubau, mehrfach umgebaut; Gehäuse und einige Register erhalten                                                                                                |
| 1791–1792 | Rosenthal (Hessen)        | Ev. Kirche          |      | I/P     |          | 1888 ersetzt |
| 1791–1792 | Biedenkopf                | Stadtkirche         |      | I/P     | 15       | von Gesellen fertiggestellt; nicht erhalten |